# آجوا فريا
آجوا فريا (بالبرتغالية: Água Fria‏) (البرتغالية: المياه الباردة)؛ بلدية في ولاية باهيا في المنطقة الشمالية الشرقية من البرازيل. تبلغ مساحتها 662 كيلو متر مربع، ويبلغ عدد سكانها 16959 نسمة بكثافة سكانية تبلغ 23,77 نسمة لكل كيلومتر مربع.
كانت آجوا فريا في الأصل مستوطنة لقبائل توبي. وصل اليسوعيون عام 1582 واكتشفوا المستوطنة التي كانت غنية بالمياه والغابات. أصبحت المستوطنة بلدية تعرف باسم سانت جون بابتيست دي آجوا فريا، والتي أُنْشِئَت بموجب مرسوم إمبراطوري في عام 1727. ضُمَّت إلى بلدية إرارا في عام 1842. في عام 1962 فُصِلت البلدية عن إرارا وعرفت بعدها باسم آجوا فريا.